# Scituate (Rhode Island)
Scituate és una població dels Estats Units a l'estat de Rhode Island. Segons el cens del 2000 tenia 10.324 habitants.

## Demografia
Segons el cens del 2000, Scituate tenia 10.324 habitants, 3.780 habitatges, i 2.929 famílies. La densitat de població era de 81,9 habitants per km².
Dels 3.780 habitatges en un 36,2% hi vivien nens de menys de 18 anys, en un 67,3% hi vivien parelles casades, en un 7,5% dones solteres, i en un 22,5% no eren unitats familiars. En el 18,5% dels habitatges hi vivien persones soles el 7,7% de les quals corresponia a persones de 65 anys o més que vivien soles. El nombre mitjà de persones vivint en cada habitatge era de 2,72 i el nombre mitjà de persones que vivien en cada família era de 3,12.
Per edats la població es repartia de la següent manera: un 25,5% tenia menys de 18 anys, un 5,9% entre 18 i 24, un 28,8% entre 25 i 44, un 27,7% de 45 a 60 i un 12% 65 anys o més.
L'edat mediana era de 40 anys. Per cada 100 dones de 18 o més anys hi havia 94,4 homes.
La renda mediana per habitatge era de 60.788 $ i la renda mediana per família de 67.593 $. Els homes tenien una renda mediana de 42.392 $ mentre que les dones 30.703 $. La renda per capita de la població era de 28.092 $. Aproximadament el 2% de les famílies i el 3,9% de la població estaven per davall del llindar de pobresa.